# Semovente 47/32
A Semovente L.40 da 47/32 egy olasz önjáró löveg volt, melyet a második világháború alatt gyártottak és használtak. Egy Cannone da 47/32 Modello 1935 löveg Fiat L6/40 könnyűharckocsi alvázára való felhelyezésével alkották meg a járművet, melynek nyitott teteje, és doboz-szerű felépítménye volt. Néhányat parancsnoki harckocsinak építettek rádió beszerelésével a főlöveg helyére. Egy 8 mm-es géppuskát álcáztak 4,7 cm-es lövegnek, hogy úgy nézzenek ki, mint az átlagos Semovente 47/32 önjáró lövegek. Nagyjából 300 jármű készült 1941-től. A Semovente 47/32 volt a leggyakoribb nehézfegyverzetű olasz páncélos a keleti fronton.
1943 szeptemberében, az olasz fegyverszünet után, a német hadsereg elkobozta az összes Semovente 47/32 önjáró löveget, majd saját szolgálatába állította. Néhányat ezek közül a horvát bábállamnak juttattak.

## Történet
A második világháború alatt az olaszok taktikai gondolkodásuk alapját képezték a páncélvadász járművek, melyeket az 1930-as évek végén terveztek. Abban az időben gyártottak egy érdekes tervezetet, melyet Semovente L.3 da 47/32 névvel jelöltek, fő fegyverzetéül pedig a Böhler 4,7 cm-es páncéltörő lövegét választották, amely 32 kaliber hosszú volt. A 47/32 lövegét egy nyitott, kicsi és alacsony alvázra helyezték, amely az L3 kisharckocsin alapult. Két főnyi személyzet befogadására volt alkalmas. Ez a korai tervezet nem volt épp sikeres, mivel a személyzet nem kapott páncélvédelmet, így csak csekély érdeklődést mutattak iránta. Mikor Olaszország 1940-ben belépett a háborúba, hamar rájöttek, hogy a sokat dicsért páncélos haderejük alulfegyverzett és alulpáncélozott volt. Ez különösen a könnyű harckocsijaikra volt igaz, amelyek fejlesztésébe az olasz kincstár jelentős mértékben befektetett, főle az L6-os szériába, amely alapjában véve alulpáncélozott volt, és csak egy rövid csövű 3,7 cm-es löveggel rendelkezett, melynek páncélátütő képessége korlátozott volt.
A fő harci változat, az L6/40 Észak-Afrikában hamar bebizonyította, hogy a brit páncélosok ellen vajmi keveset ér. Ezután nem sokkal a Fiat–SPA és az Ansaldo összefogott, hogy a jármű alvázát egy páncélvadász alapjául használja.
Az új járműhöz használt löveg az erőteljes 4,7 cm-es licenc alapján gyártott osztrák Böhler többfunkciós páncéltörő/gyalogsági támogató löveg volt, egyike kora legütőképesebb páncéltörő lövegének. Az új Semovente L.40 da 47/32 páncéloson egy doboz-szerű felépítménybe szerelték a löveget, melyet közvetlenül a könnyű harckocsi alvázára építettek. Míg ez az egyszerű rendszer elég jól működött, addig a felépítmény lemezoldalait nem döntötték meg, amely megoldás megnövelte volna a páncélvédettséget. Habár több volt a semminél, így 1942-ben egyenesen szolgálatba is állították. Nagyjából 300 jármű készült, harchelyzetben képes volt felvenni a versenyt a könnyebb brit páncélosokkal az észak-afrikai hadszíntereken. A lőszerjavadalmazás 70 darab gránát volt.
Míg az olaszok 1943-ban megadták magukat a szövetségeseknek, a németek gyorsan elkoboztak annyi olasz páncélozott járművet és felszerelést, amennyit csak tudtak. A Semovente L.40 da 47/32 ezek között volt és gyorsan igénybe is vették az Olaszországban harcoló német csapatok.
Több Semovente L.40 páncélosról eltávolították a főlöveget, majd mobil parancsnoki harcálláspontként használták, a fő löveget pedig egy 8 mm-es Breda modello 38 géppuskával helyettesítették.

## Fordítás
- Ez a szócikk részben vagy egészben  a   Semovente 47/32 című angol Wikipédia-szócikk ezen változatának fordításán alapul.  Az eredeti cikk szerkesztőit annak laptörténete sorolja fel. Ez a jelzés csupán a megfogalmazás eredetét és a szerzői jogokat jelzi, nem szolgál a cikkben szereplő információk forrásmegjelöléseként.